# ジャグアラン川
ジャグアラン川、またはジャグアロン川（ポルトガル語:Rio Jaguarão, スペイン語:Río Yaguarón）は、ウルグアイとブラジルのリオ・グランデ・ド・スウ州の国境線を形成している川である。リオ・グランデ・シールドに源を発し、東に流れてメリン湖に注ぎ、大西洋には直接接しない大きな沿岸潟を形成する。川はジャグアランの街まで航行可能である。